# Spatholirion puluongense
Spatholirion puluongense är en himmelsblomsväxtart som beskrevs av Leonid Vladimirovitj Averjanov. Spatholirion puluongense ingår i släktet Spatholirion och familjen himmelsblomsväxter.
Artens utbredningsområde är Vietnam. Inga underarter finns listade.